# Pelourinho de Vilarinho da Castanheira
O Pelourinho de Vilarinho da Castanheira localiza-se na freguesia de Vilarinho da Castanheira, no município de Carrazeda de Ansiães, distrito de Bragança, em Portugal. Este pelourinho encontra-se classificado como Imóvel de Interesse Público desde 1933.